# Boom TV
Boom Extrasatelit, cunoscut și ca Boom TV și operat ca DTH Television Group SA, a fost o companie din România de servicii de televiziune prin satelit.
Compania deține posturile de televiziune Boom Public, Boom Drama, Boom Action, Boom Classic, Boom Comedy, Boom Indian, și radio-ul Boom FM. Cu un portofoliu de 10 canale, serviciul Boom TV a devenit operațional comercial în aprilie 2006, iar în luna aprilie 2008 număra 140.000 de abonați. În octombrie 2008, compania avea aproximativ 200.000 de clienți, față de RCS & RDS cu 1 milion și Romtelecom cu peste 500.000 de clienți. În martie 2009, numărul de clienți al Boom TV a depășit pragul de 230 000.
Cei mai mari acționari ai Boom TV sunt companiile Elran Investments, Blackdzaar Limited și Livermore Investments Group. Elran Investments este una dintre cele mai mari companii din Israel care desfășoară proiecte internaționale de peste 400 de milioane euro, în domeniul imobiliar, infrastructură, tehnologie, retail și comunicații.
Compania DTH Television Group a avut venituri de 5 milioane euro în anul 2007 și 18 milioane euro în anul 2008.
În mai 2010, compania a intrat în faliment. În decembrie 2010, DTH mai avea 97 500 de clienți. În martie 2011, activele și baza de clienți ale companiei au fost preluate de Romtelecom.